# Cori
Cori – miejscowość i gmina we Włoszech, w regionie Lacjum, w prowincji Latina.
Według danych na rok 2004 gminę zamieszkiwały 10 802 osoby, 122 os./km².

## Miasta partnerskie
- Oświęcim
- Pefki